# Свен Рампф
Свен Рампф (нім. Sven Rampf; нар. 21 жовтня 1971, Пфронтен, ФРН) — німецький хокеїст, воротар.

## Життєпис
Вихованець клубу «Пфронтен», перший професійний контракт уклав з клубом Фюссен  (перша Бундесліга), пізніше виступав за Крефельд.
Сезон 1995/96 відіграв за ХК «Ганновер», у наступному сезоні виступав у складі британського клубу «Скотіш Іглс». У сезоні 1997/98 повернувся до Німеччини (грав у складі ХК «Адендорфер»). Сезон 1998/99 для Рампфа став найкращим у кар'єрі, у складі «Адлер Мангейм» він став чемпіоном Німеччини. Наступні два сезони провів у складі «Аугсбургу». З сезону 2001/02, Свен грає за «Бад Тельц» (2 Бундесліга). В подальшому Рампф виступав за баварські клуби (Баварська ліга): «Кьойнігсбрунн», «Пфаффенгофен», ХК «Ландсберг», «Пфронтен». У рідному клубі («Пфронтен») він і завершив кар'єру гравця в сезоні 2009/10.

## Нагороди та досягнення
- 1999 чемпіон Німеччини у складі «Адлер Мангейм»